# TVN Media
TVN Media, est un groupe de télévision panaméen.

## Chaînes
- TVN Canal 2 (Chaîne 2)
- TVMax (Chaîne 9)